# 三保半島

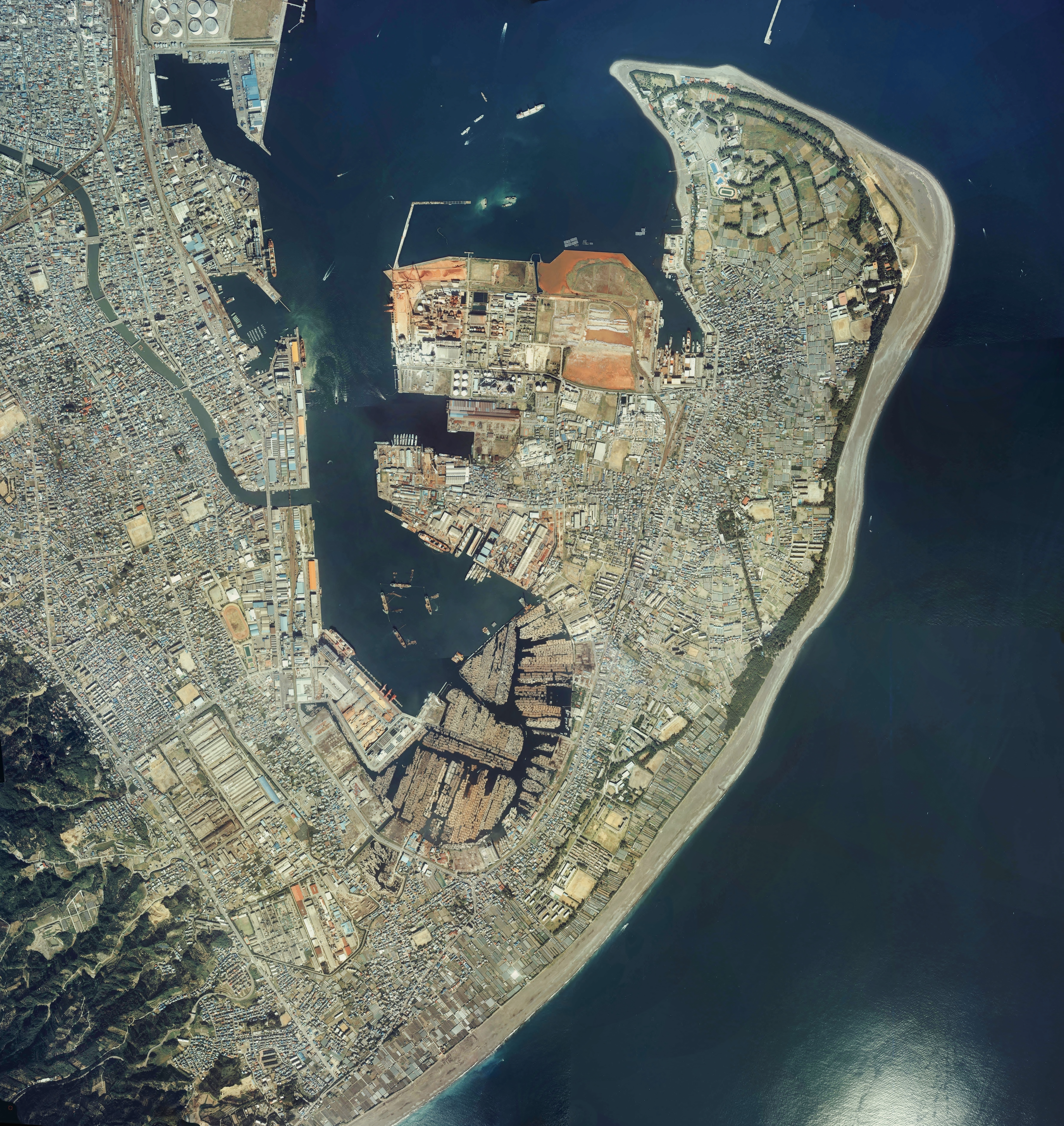
三保半島の空中写真。1983年撮影の12枚を合成作成。
。

三保半島（みほはんとう）は、静岡県静岡市東部に位置する半島。折戸湾を包み込むように駿河湾に張り出し、3つの砂嘴が重なった複合砂嘴である。名勝「三保の松原」と、謡曲「羽衣」の羽衣伝説として全国的に知られる。
日本の世界遺産として『富士山-信仰の対象と芸術の源泉』が2013年に世界文化遺産に登録され、その構成要素に三保松原が組み込まれたことを契機として、2019年4月1日に『三保半島地区』として静岡市の景観計画重点地区に指定された。

## 地理

### 概略
三保半島は長さ約4キロメートル、幅約1キロメートルの地域で、面積640ヘクタールを有する。
半島は外洋側に高く、内湾側に低い地形を示す3つの砂嘴からなる複合砂嘴であり、内湾側から第1砂嘴・第2砂嘴・第3砂嘴に区分されている。三保半島は駿河湾西岸域に卓越する南西-北東方向の漂砂によって形成され、有度山（有度丘陵）を構成する根古屋層を基盤とする。半島全域が砂礫によって構成され、土は存在せず、水稲耕作は不可能である。
三保半島沖大陸棚の海底地形は、南西から北東に交互にならぶ海脚地形と海脚間の海底谷により特徴づけられ、それらは南から南駒越海底谷、駒越海脚、北駒越海底谷、羽衣海脚、羽衣海底谷、吹合ノ岬海脚と呼ばれる。半島沖の海底谷は南西に位置するほど谷頭水深が深く、北東の羽衣海底谷の谷頭は、ほぼ海岸線に達する。
黒潮の影響と、有度山東南に位置し冬の季節風の影響が少ないことから、静岡の中でも特に暖かい特殊暖地帯で、南九州の気候に匹敵する。

### 形成過程
三保半島の形成過程に関して、かつては静岡大学の土隆一が、「縄文海進は、有度山南側の海蝕崖を現在の位置まで後退させ、沿岸流で東へ運ばれた砂礫は、まず分岐砂嘴のもっとも内側の鉤をつくり、ついで順に外側の2つの鉤をつくっていった」と説明していた。他方で、柴 (2014)は、この説は現在でも三保半島のおいたちを説明するものとして流布しているが、正しくないとしている。その理由として柴は、三保沖の沿岸流は沖合を北東から南西に流れており、礫が運搬される方向とは正反対であること、そもそも礫は水に浮かず、沖合の表層を流れる沿岸流で運ばれることがないという反例を挙げている。実際、三保や久能海岸付近の海底では、礫はふつう水深6メートルより深い海底に分布しないという。
柴 (2014)は、三保半島を形成した堆積物は、有度山の南側斜面の海岸浸食で供給されたものではなく、安倍川から供給されたものであるとする。礫は、沿岸流ではなく、海岸に打ちつける砕波の力によって、波打ちぎわを転がりながら北東に移動して海岸に運ばれたものである。三保海岸の礫の約96パーセントは硬い砂岩や泥岩からなり、それらは安倍川右岸に分布する瀬戸川層群の堆積岩層に由来する。残りの礫は、安倍川左岸の竜爪 - 真富士山地の火山岩と凝灰岩の礫からなる。これらの礫とその組成の特徴は、三保半島から安倍川河口までの海岸のどこでも同じであることから、三保半島の海岸の礫は、前述のように安倍川河口から来たといえる。
また、有度山の南側海蝕崖の後退は海進期（海面上昇期）に行われるが、三保の砂嘴はその時期にはほとんど形成されず、むしろ海面上昇期の停滞期または海面降下期に形成された。依田ほか (2000)によれば、三保半島の駿河湾側の大陸棚の基盤の上には、ヴュルム氷期（7万年前から1万5千年前）以後に堆積した、下位からB層、A2層、A1層、A0層の4つの砂礫層が重なっている。そして、これらの層は、ヴュルム氷期以後の海面上昇期の停滞期と約6千年以降の海面低下期に形成された。以下に、依田ほか (2000)による分類を下位から示す。
- 根古屋層 - 三保半島の基盤。基盤反射面が最終氷期最盛期の浸食面である[6]。
- B層 - 砂礫層の最下層。水深40mまで分布し、約1万年前の海面停滞期に形成[8]。細砂シルト互層[9]。
- A2層 - 水深15mまでに分布し、約8千年前の海面停滞期に形成[8]。A1とともにシルト混じり砂様層[9]。
- A1層 - 水深10mまでに分布し、約7千年前の海面停滞期に形成[8]。
- A0層 - 最上層。最後の海進後から現在にかけて形成。約6千年前の縄文海進時は、現在の静岡平野と清水平野のほとんどが海となったが、その後の海面低下とともに、安倍川の扇状地として静岡平野が形成され、安倍川河口が有度山より南側に押し出して、半島に礫が運ばれ、その礫は羽衣の松より北にはり出し、三保から真崎におよぶ最後の砂嘴を形成した[8]。

これらの層は、内側から順に三保半島の3つの砂嘴を形成した。換言すれば、現在の三保半島はA0以前の地層により形成された広域な砂嘴台地を土台として、半島の基部から第1砂嘴・第2砂嘴・第3砂嘴と堆積したことによって形成された。つまり、海面上昇期（海進期）には、河口は後退して安倍川の礫は静岡平野の奥側に堆積したため、礫は三保半島まで運ばれなかった。しかし、海面停滞期には、礫の堆積によって河口が海側に押し出して、現在のように有度山の南側を通って礫が三保半島に運ばれた。そして、三保半島の付け根に運ばれた礫は、西側から順次堆積していき、砂嘴を形成した。半島沖大陸棚の地形平坦面の多くは、複合砂噴台地の不完全な埋積の結果、残存した堆積面である。

## 歴史

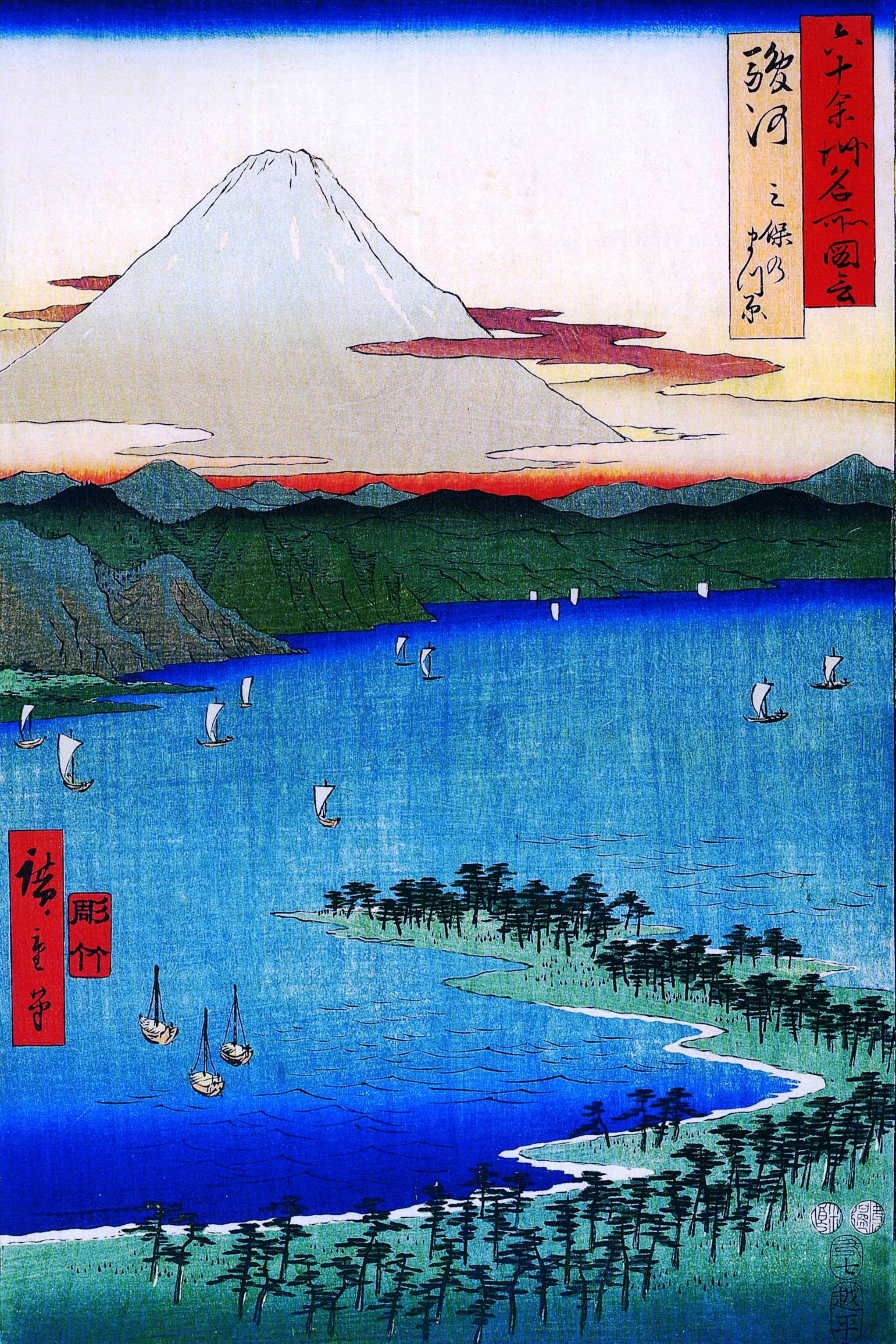
歌川広重の描いた三保松原

### 古代
水稲耕作の全く不可能な三保半島において、人々が定着して生活を営むようになるのは、社会的分業の進んだ時期だと考えられている。
半島部のほぼ中央には、宮道Ⅰ遺跡が位置する。半島幅の最も広いこの辺りは宮方と呼ばれ、御穂神社を中心に古くから集落が形成されてきた。現在確認されている遺跡は19箇所あり、すべて御穂神社を中心に半径1キロメートル以内に分布している。なお、これらの遺跡の中では白浜Ⅰ遺跡が最古のものとして認められている。宮道Ⅰ遺跡からは、大形甕形土器の破片が多量に出土し、清水平野部にみられる土師器出土の遺跡とは性格を異にする。しかし、他の遺跡では須恵器や土師器の細片が希薄に散布する程度で、詳細な究明がされていない。
三保との境界に近い折戸字矢ヶ口には、古墳時代終末期のものとみられる縁生坊古墳が存在しており、7世紀において、周辺に本格的な集落が営まれたことを示している。
奈良時代から平安時代にかけての遺跡としては、宮道東遺跡が挙げられる。宮道東遺跡からは、かなり破壊された状態で三棟の住居跡が検出され、2001年には貼床部分から和同開珎や刀子・須恵器片が出土している。『続日本紀』の記述と、平城木簡より三保から税として煮堅魚が納められていること、遺跡から釣針や土器片が出土していることを考慮すれば、この和同開珎には重要な意味があると考えられる。

### 中世・近世
1703年（元禄16年）、駿府目付に任命された幕府使番三島清左衛門は、10月7日に駿府を出立し、途中の村々の村名・寺社名・溜池・支配者名などを記しながら清水を巡り、清水船問屋の船で三保へ渡り、三保村・折戸村・五間村・駒越村方面を巡見している。

### 近代・現代
三保村の村民は、暖かい気候を生かした農業と自然条件を利用した海苔・牡蠣などの漁業を中心とした半農半漁の村方で、特産物を生産・販売して生計を立てており、移民も多く、他村に比較して裕福な暮らしをしていた村であった。しかし、明治末から大正期にかけて、清水港港湾整備事業、太平洋戦争による軍需工場の誘致、軍事基地化による農地の強制的取り上げにより、その状況は一変している。

#### 農業と食糧統制
三保半島は温暖な気候を利用した促成栽培が有名で、慶長年間には折戸村の柴田家が、徳川家康へナスとシロウリを献上していた。柴田家は明治後も、江戸から多くの旧幕臣が移住して来たことを契機に、外国種を含む蔬菜の栽培や栽培施設の考案を行っていた。実際、1922年頃から、キュウリ・ナス・エンドウ・イチゴが珍重され、関東・関西の市場へ出荷され人気を博した。1924年には、清水港築港工場で職を失った養殖業者が蔬菜栽培・養鶏に力を入れ始めていた。昭和期からは、醸熱暖房の普及により、キュウリとインゲンマメの促成栽培が拡大し、共同出荷組合が結成されるようになる。1937年頃には、7つの出荷組合で加工場を設け、農作物の商品化を計画し、清水市は専門指導員を任命して技術の改良を望んだ。しかし、1940年には、工場立地を行う県の方針で、県下の農地は大幅に減少しつつあり、三保では日本発送電が貝島へ発電所の建設を計画し、貝島及びその周辺の農地を買い取った。
1940年頃より、満洲からの輸入量激減と統制による安値・配給制により、養鶏・養豚・養牛馬の飼料不足が深刻となる。また、節米運動が始まり、食糧不足対策が真剣に検討されるようになる。この頃から野菜類の闇取引と、それを取り締まる競合が始まる。同年には、日本発送電・日本軽金属・鶴見窯業・日本銅管が戦争遂行のための軍需産業設置を目的として、強制的に広大な農地を買収した。1941年には、米英に宣戦布告し、国民学校や中等学校生徒が農村に動員されるようになる。1943年には、食料の配給制度が始まり、食料の増産化も図るようになるが、食料不足はいよいよ深刻さを増し、農家は多収穫の品種に転換を余儀なくされた。食料増産の一方で、徴兵・徴用による人手不足で耕作しない田畑が増え、工場へ動員された農村出身者の帰農や、農繁期には女子挺身隊・学徒らの援農隊が組織された。とくに三保では、農地を軍事基地に奪われたため、満州に移住する者もいた。
1945年8月15日、終戦し空襲の恐れはなくなったものの、敗戦したことに加え、焼失した家屋の復旧・工場の操業停止・治安の悪化で混乱した時代は続いた。特に三保の食糧不足の原因は、耕地の減少と肥料不足によるものである。1946年、三保では外より二ヶ月早いサツマイモの収穫が始まり、買い出しの人々が続々と三保へ訪れる一方で、三保の住民は外浜で製塩を行い、塩を担いで甲州・信州・上越方面で米と交換していた。1949年、野菜統制令が解除となり、一時的に解散していた三保共同出荷組合が再結成される。1950年、戦前の畑にあった井戸は軍に接収されて殆ど埋め立てられた結果、農家の死活問題となっており、三保土地改良区を設置して灌漑設備をつくる計画が立てられた。1966・1967年には野菜生産出荷安定法が制定され、三保ではキュウリとトマトの産地指定を受けた。1969年には、各共同出荷組合が清水農協傘下の清水市温室組合に統合される。三保の農業は1960年頃までは芋・豆類の栽培が多かったが、1965-1970年にかけてはビニールハウスの普及により、促成キュウリ・抑制トマトの作付け体制が確立し、イチゴ・花卉の露地栽培は衰退していった。一方で、1965年頃からは塩水化による生育障害が続き、1988年には三保土地改良区が解散し、1998年頃にはタンクが撤去され、灌漑用水の歴史は幕を閉じた。
1998年時点における農産物生産量は、三保で枝豆・トマト・葉ネギ・キュウリ・中玉トマト、折戸で枝豆・メロン・トマト・キュウリ・中玉トマトの順である。

#### 港の発展と漁業衰退
1876-1878年には、清水の元問屋らが回漕業の博運社や築港の波止場会社を設立し、向島を浚渫して清水波止場を造った。1908年には清水港浚渫工事が実施され、やがて沿岸漁民の海苔・牡蠣・真珠養殖は根絶されるようになる。1921年には、三保貝島の工業用地造成が始まる。工場建設によって排出される汚水、製材工場が投棄する鋸屑、暴風雨の度に流出する折戸湾貯木場の材木によって、海苔・牡蠣養殖業者は大きな打撃を受けた。三保村は貝島埋立地の一部を県に、三保浜漁業組合は損害賠償金を清水町に要求している。1929年には、県営貯木場が完成し、折戸湾の養殖業者は根絶に追い込まれるようになる。清水港の養殖業者は死活問題として認可取消を内務大臣に申請し、県へ大挙して押しかけた。1937年には、貝島にある日本石油の油タンクから重油が流出し、海苔が全滅した。三保浜漁業組合と日本石油は交渉を続け、一時は投石騒ぎが起きたが、同年には賠償金と見舞金の支払で解決している。
終戦後の折戸湾は、1946年から真珠養殖の研究が始まり、2年後には本格的な養殖が行われた。官の協定も影響して、1952年頃から折戸湾の牡蠣養殖業者は牡蠣から真珠養殖へと転向していき、1955年頃までに海苔生産は終了した。しかし、1958年、第二貯木場設置計画を知った真珠養殖業者は、養殖業が続けられるようにと県へ陳情書を提出した。特に鈴与と木材業者は折戸湾の漁業海域の利用を求めていたが、1960年には県と漁業協同組合との間で、補償問題の協定がまとまり、最終的には港発展を名目として漁業権が買い取られた。1964年には県と村松真珠養殖組合の間で、折戸湾の真珠養殖廃止の協定が結ばれ、養殖漁業は絶滅した。また、1970年には、塚間で行われていた真珠養殖が廃業となり、清水港の真珠養殖漁業も途絶えた。遠藤 (2002)は、養殖漁業が断絶した理由について、漁業権に関する知識が漁民の側になかったことを指摘している。

## 地名

### 三保
「三保」は古くは「御穂」「見穂」「美髴」「御髴」「微方」と書き、「みほ」と読んだ。三保の地名の由来については複数の説がある。
- 三保の地形に基づくもの。有度山の東南端から北東にのびた半島が、沿岸の潮流の関係で三つの稲穂状の岬からできていることに由来する説。岬は、それぞれ弁天崎・貝島崎・真崎と呼ばれた[33]。
- 「みほ」の「み」は語調を美しくする美称で、「ほ（穂あるいは秀）」は稲穂のように物の先端に現れるものをいう。したがって、「みほ」は「美しい秀れた岬」を意味する言葉そのものだとする説[33]。
- 「みほ」の「み」は美称で、「ほ（兆）」は神意が現れること、神の座そのものを意味するという説。実際、三保に鎮座する御穂神社は、豊作・豊漁を願って神意を占う古来の「筒粥神事」を伝承している[35]。
- 国家・皇命・日本武尊の軍兵、の三つの運命が保つ意味があるという説[34]。

三保村は、古代は庵原郡に属したが、その後有渡郡となり、1638年（寛永15年）及び1700年（元禄13年）の郡境の改めで、巴川・貝島・三保神社の見通しで、北は庵原郡、南は有渡郡となった。また、駿河史料では、三保神社の社地は有渡郡、民家は庵原郡に属したという。その後は、
- 1876年（明治9年） - 三保新田を合併。三保新田は、1842年（天保13年）に開発された新田だったが、合併に伴い村名は消滅した[34]。
- 1889年（明治22年）3月1日 - 市町村制施行により折戸村を編入し、三保村が発足する。
- 1896年（明治29年）4月1日 - 郡の統合により三保村が安倍郡の所属となる。
- 1924年（大正13年）2月11日 - 安倍郡清水町、入江町、不二見村と合併し清水市となる。大字三保・大字折戸となる。
- 2003年（平成15年）4月1日 - 清水市が静岡市と合併し、改めて静岡市が発足。三保は「清水三保」に改称。
- 2005年（平成17年）4月1日 - 静岡市が政令指定都市に移行。旧町域は清水区となり、清水三保は「三保」に改称。
- 2020年（令和2年）5月30日 - 三保松原町が三保と折戸の各一部から分割・新設される。

### 折戸
折戸は古くは、「織戸」と書かれた。地名の由来については、三保同様に複数の説がある。
- 御穂神社の祭神に「機織り」を奉仕する神を想定し、御穂神社近くの地を「折戸」と名付けたとする説[34][36]。
- 地形が、戸の折れ目のようになっていることに由来する説[34]。
- 御穂明神が当地で馬から「下り」たという故事に基づく説[34]。

折戸村は、以下の変遷を辿る。
- 1889年（明治22年）3月1日 - 市町村制施行により三保村に編入され、改めて三保村が発足、大字折戸となる。
- 1924年（大正13年）2月11日 - 安倍郡清水町、入江町、不二見村と合併し清水市となる。
- 1983年（昭和58年）1月1日 - 住居表示により、大字折戸の部分で折戸一丁目から五丁目を設置。
- 2003年（平成15年）4月1日 - 清水市が静岡市と合併し、改めて静岡市が発足。折戸は「清水折戸」に改称。
- 2005年（平成17年）4月1日 - 静岡市が政令指定都市に移行。旧町域は清水区となり、清水折戸は「折戸」に改称。
- 2020年（令和2年）5月30日 - 三保松原町が三保と折戸の各一部から分割・新設される。

## 宗教・名所・旧跡

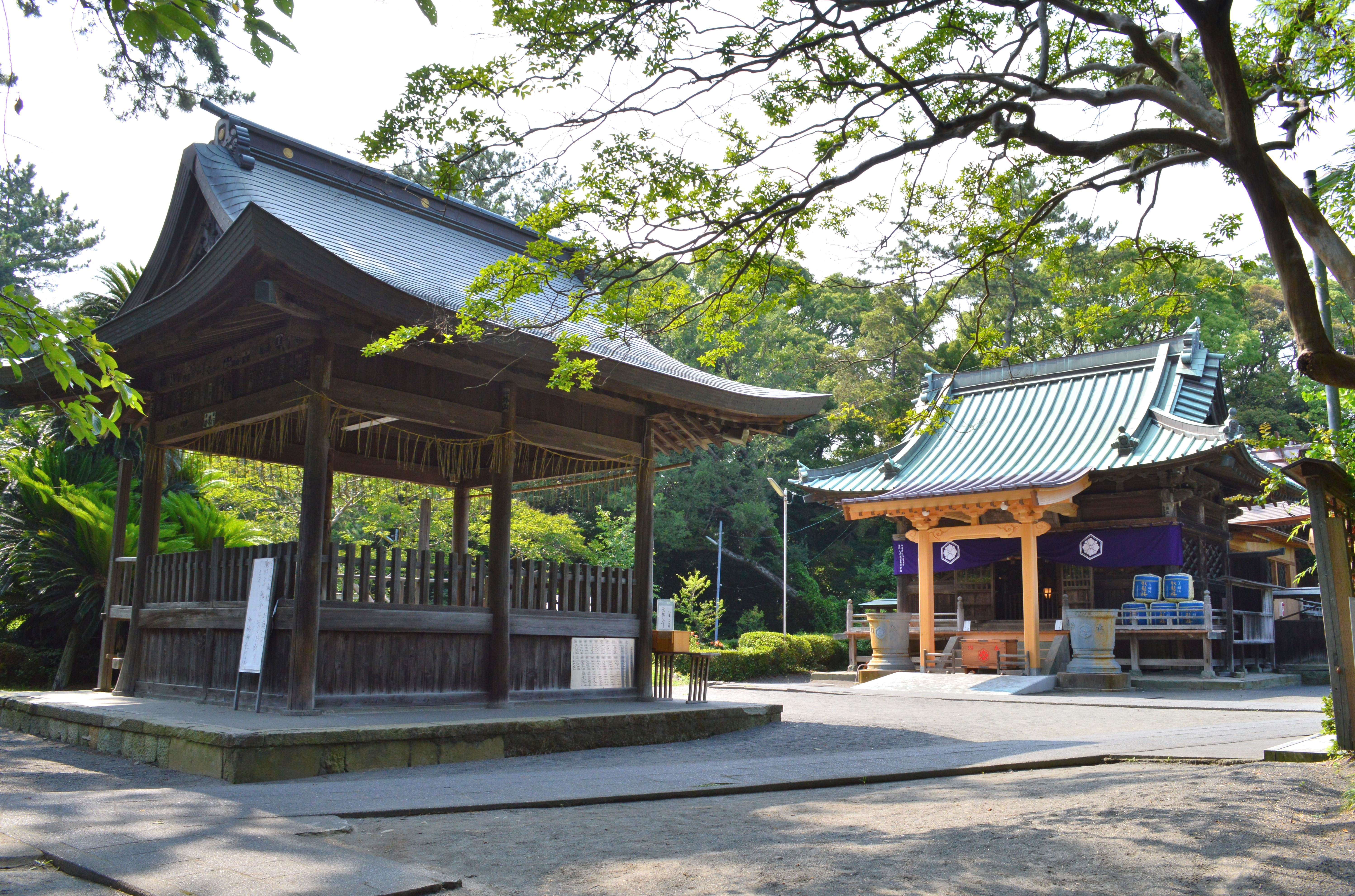
御穂神社の舞殿（左）と拝殿・本殿（右奥）

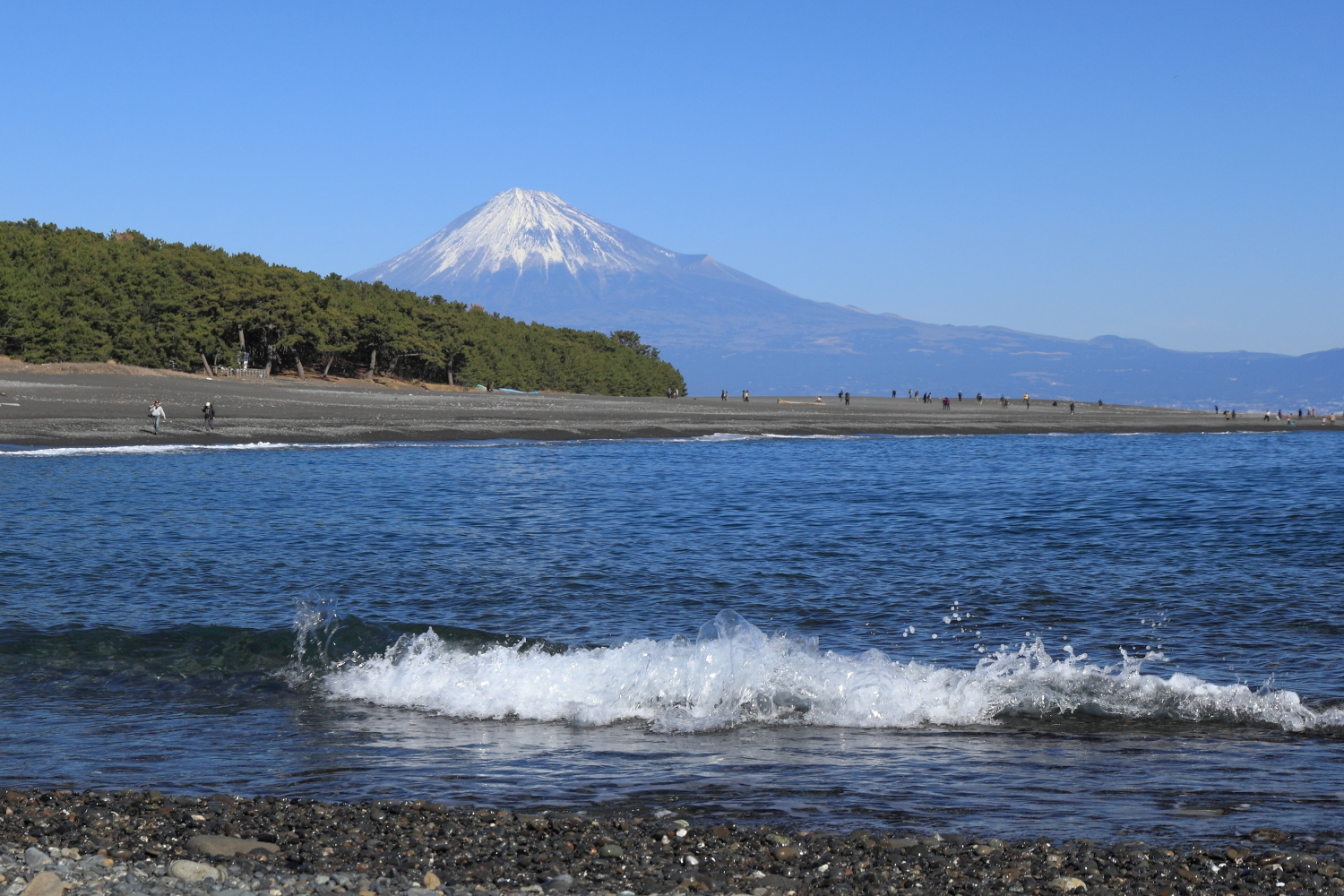
三保松原と富士山

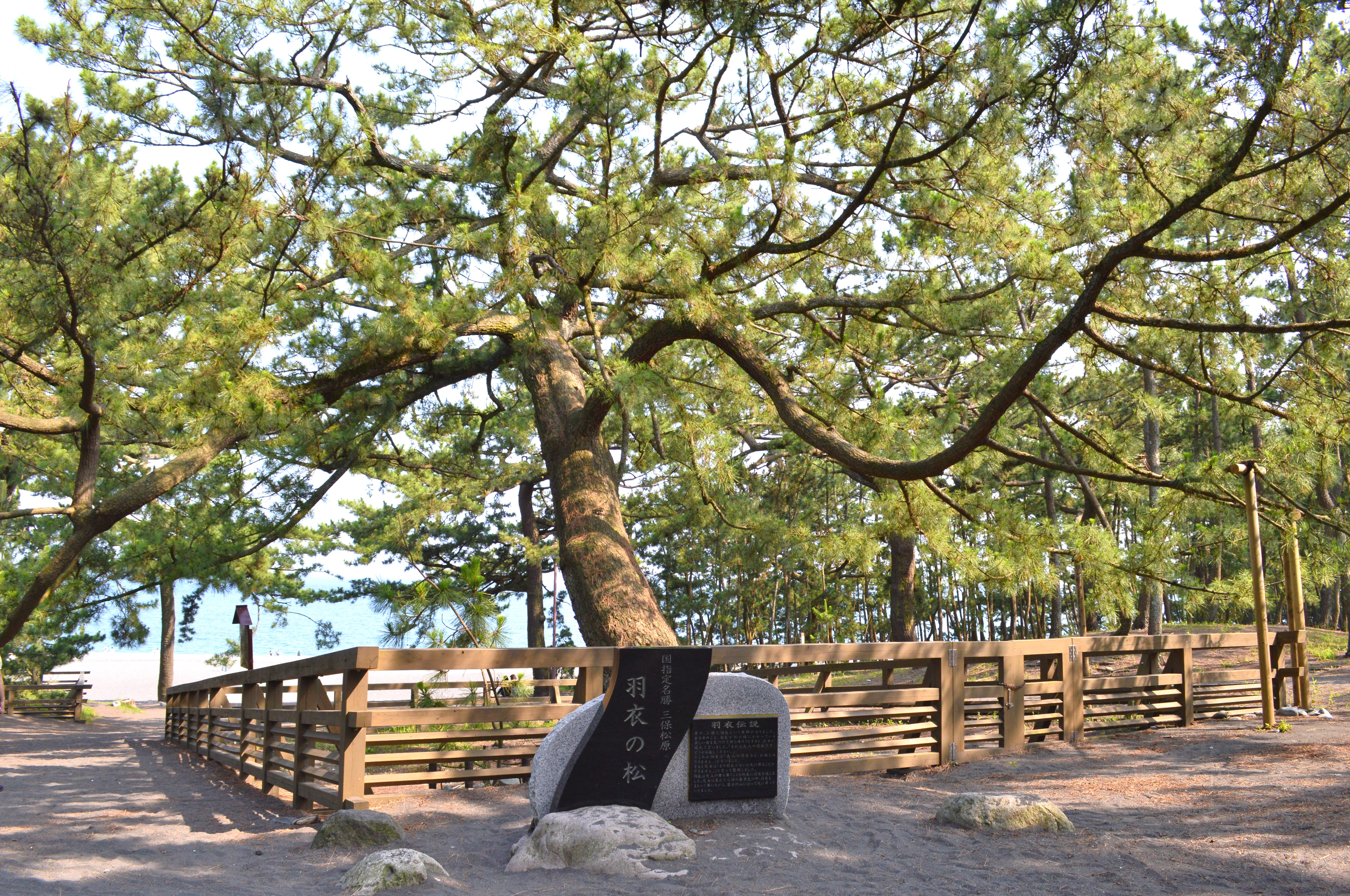
三代目「羽衣の松」

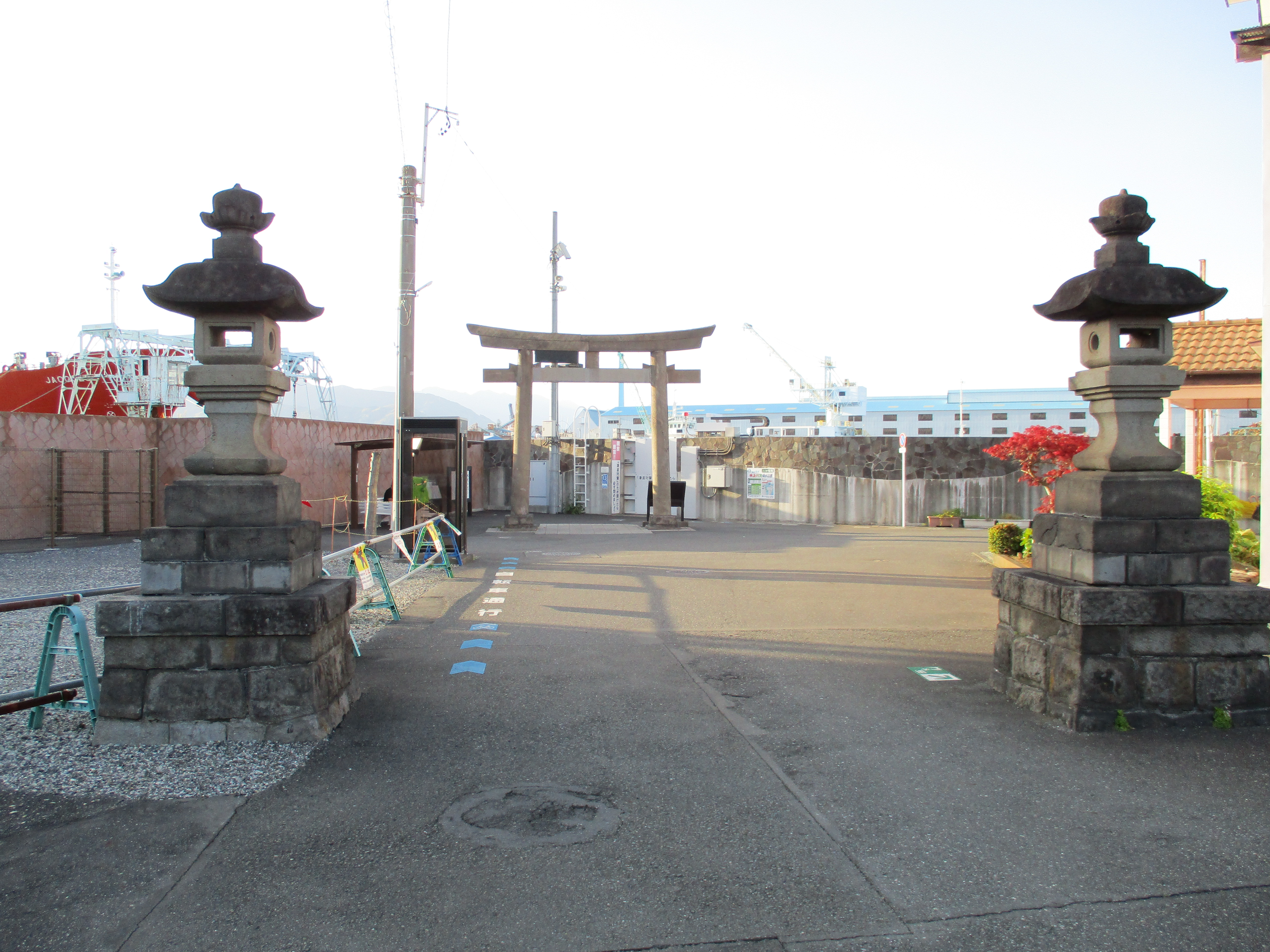
塚間の渡し

御穂神社（三保神社）
駿河国の式内社の一つ。祭神は大己貴命（三穂津彦命）と三穂津姫命の夫婦神である。竹筒の粥の多少で豊凶を占う「筒粥神事」は、稲作文化と深い結びつきがあることを示している。
羽衣の松
景勝地「三保の松原」にある御穂神社の神体。筒粥神事の際に神を迎える祭壇が設えられる位置にあり、依り代である。なお、近くには謡曲「羽衣」をはじめとして、能楽に傾倒して数々の能狂言の上演をフランスで成功させた舞姫エレーヌ・ジュグラリス夫人を讃えた「ジュグラリスの碑」が立ち、遺髪が埋められている。
織戸神社
瀬折津姫命を祭神とする。折戸の元の地名は織戸で、「織処」を意味し、古代社会において御穂神社の祭神に「機織り」を奉仕する神を想定し、御穂神社近くの地を「折戸」と名付けたという説もある。
塚間の渡し
かつて清水・江尻・興津方面から舟で内海を渡り、御穂神社に参詣する人々が乗降した船着場。周辺には、海からの参道の入り口であることを示す鳥居がある。現在も、三保の工場労働者が乗降して利用している。
貝島御殿
1610年（慶長15年）、徳川頼宣が貝島崎に建てた御殿で、富士見櫓があった。頼宜は駿府から巴川を下り、清水から軍船に乗って御殿に遊んだとされる。清水御殿と同時期に建設され、頼宜の遊覧のための別邸というより、徳川家康が豊臣方との戦争に備え、軍事強化を図って建てたものである。貝島御殿は、頼宜の和歌山への転封後（1619年）に取り壊された。なお、貝島岬には1912年（明治末年）に、日蓮研究者田中智学が国体の精華を発揮するために経営した「最勝閣」が建ち、感化院「県立三保学院」が建てられていた。
藤五郎稲荷
1869年（明治2年）に、遠藤藤五郎を祀った小さな石祠。開墾地に向かい、御穂神社に背を向けて建つ。歴史的な経緯は以下の通りである。1854年（嘉永7年）の大地震で、真崎の先端部は海中に没する一方で、貝島岬と弁天岬周辺の浅瀬は隆起して広大な土地ができた。三保村の人々は、藤五郎と兵五郎を代表にして御穂神社神主の太田家に開墾の許可を願い出た。しかし、太田家は町場の商人に開発させるつもりだったためこの要求を拒否。そこで三保の人々は駿府代官所に訴え出たが、太田家の許可のない訴え（越訴）であったため、徒党とみなされ、代官により藤五郎と兵五郎は投獄されてしまう。三保の人々は、繰り返し藤五郎らの釈放を願って太田家と交渉した結果、ついに開墾地の配分協定を結ぶことができた。ところが数年して藤五郎は突然捕らえられ、駿府の牢につながれてしまい、人々が八方手を尽くして釈放が決定された1867年（慶応3年）のある日、急死した。一説によれば、一揆の指導者として危険視され、毒殺されたとされる。三保の人々は藤五郎の死を悼んで神として祀ったという。
源為朝の墓
三保川口朝久宅の五輪塔。共同墓地にも墓があるが、五輪塔より古い。為朝は伊豆大島に流され、そこで死んだが、地元では三保に逃れ三保で死んだとされている。飯塚ほか (1979)によれば、判官贔屓の現れであるとともに、三保が漁村で清水港をひかえた地にあり、伊豆半島や伊豆大島を身近に感じていたことを示しているとする。

## 特産品

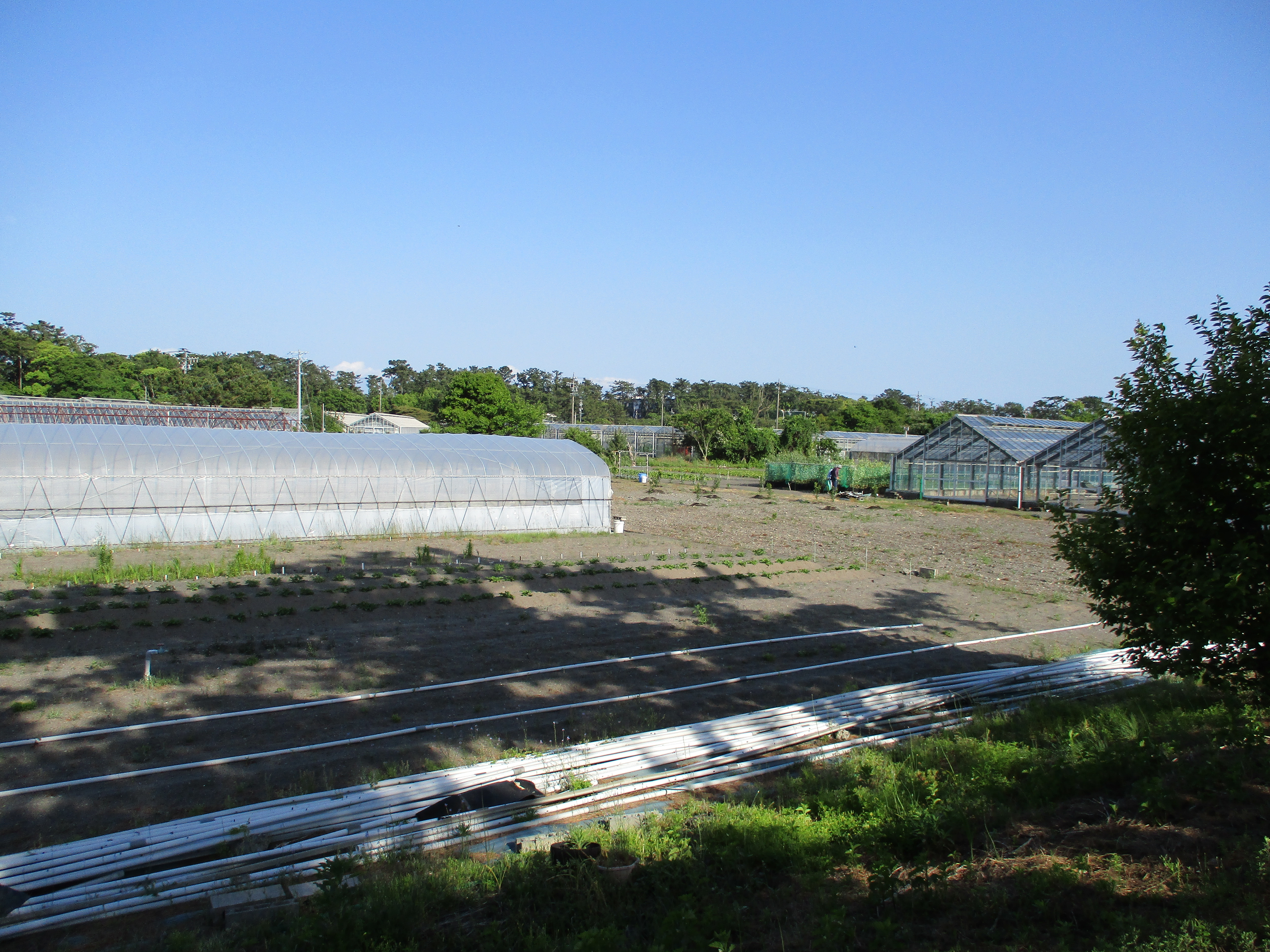
三保半島の農地（2023年5月）

ウリとナス
江戸時代、折戸村のウリとナスは他の村より50日早く収穫でき、早出しで有名であった。駿府城代は毎年4月から5月にかけて将軍に初ウリを貢献した。1787年（天明7年）、駿府城代北条氏興は折戸村名主の権左衛門に将軍へ献上する初ウリの手配をさせ、4月下旬に折戸のウリを受けとっていた。また、天候不順時は、折戸のウリ畑に家臣を派遣して作柄を調べ、将軍のもとへ献上できるか気を配っていたという。こうした伝統に基づいて、現在の折戸・三保一帯にはビニールハウスが並び、キュウリやメロンの栽培が行われている。
カキと真珠
1955年（昭和30年）頃まで、真冬のカキむき、カキのふり売りは清水の風物詩であった。貝島・弁天岬付近は浅瀬が多く、淡水が適度に流れ込み、アサリ・ハマグリ・カキ・アオノリが採れた。沿岸一帯は潮干狩りで賑わい、三保・折戸の人々は湾内に海苔・カキ・真珠を養殖してきた。三保ノリは三保村の遠藤兵蔵・遠藤芳蔵・川口栄次郎が、1819年（文政2年）に大森（現・東京都大田区）の田中孫七に海苔養殖の指導を求めたことに始まる。孫七は大森の海苔養殖仲間から進んだ技術を他所へ知らせる裏切り者とされ、家族を連れて三保に移り住み、私財を投げうってノリそだ栽培法を開発した。失敗を重ね、8年の苦労の末に安定した生産を上げることができるようになり、これ以降急速に三保・折戸に海苔養殖が普及した。御穂神社境内には「田中孫七翁表功碑」があり、孫七の功績を讃えている。カキの養殖は1903年（明治36年）頃から始められ、大正中期に最盛期を迎え、真珠養殖は1873年（明治6年）に養殖試験場を貝島付近の海に設けたのが始まりとされる。それ以前は天然のアコヤ貝から直径5ミリメートル程の真珠が採れ、珍重され銀蠣といった。三保・折戸のこれらの養殖は、第二次清水港修築工事によって、貝島・弁天岬周辺の浅瀬が港内浚渫土砂で埋め立てられ、大正末期から次第に衰退し、1959年（昭和34年）には真珠養殖もできなくなった。現在、この辺りは造船・窯業・発電など多くの工場が集積し、臨海工業地帯となっている。

## 施設

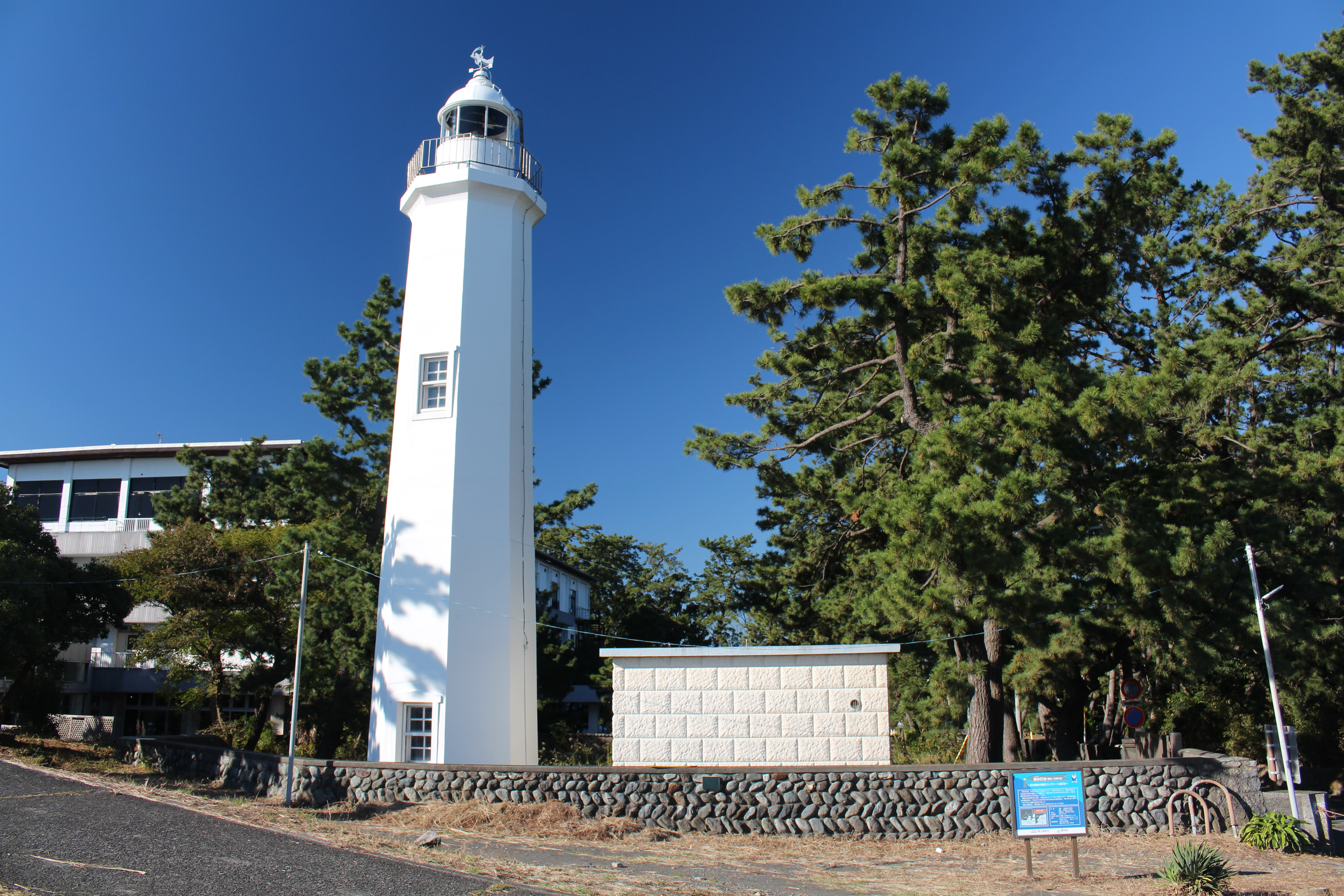
清水灯台

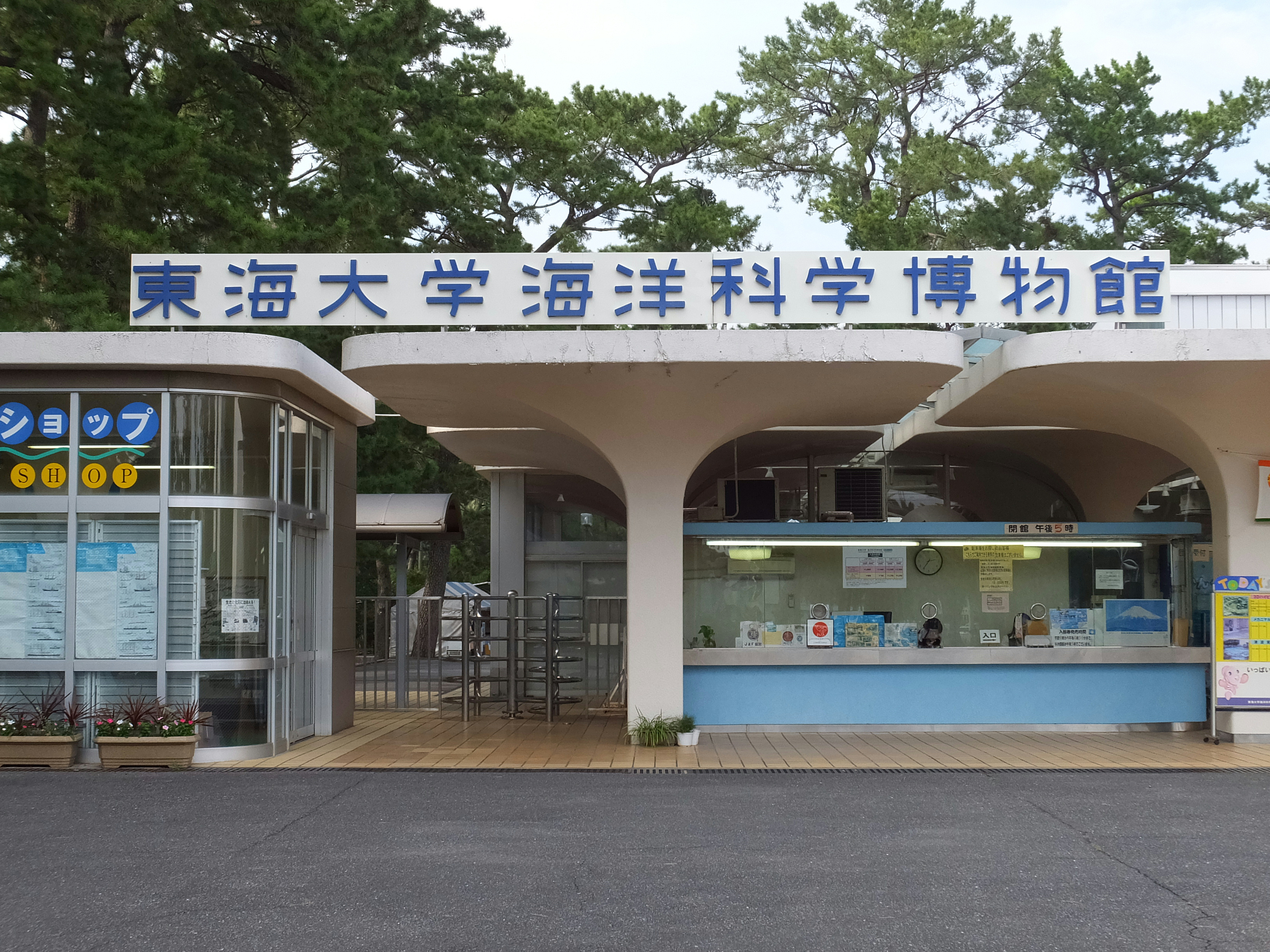
東海大学海洋科学博物館

### 工場
- 常石三保造船
- 日本軽金属清水工場
- 中山製鋼所清水工場
- カナサシ重工
- 三井・ケマーズフロロプロダクツ清水工場
- 鈴与東円上坊物流センター
- 東海三重塗装工業折戸工場

### 教育・研究施設
- 静岡市立清水三保第一小学校
- 静岡市立清水三保第二小学校
- 静岡市立清水第五中学校
- 静岡県立清水南高等学校・中等部
- 東海大学付属静岡翔洋高等学校・中等部
- 東海大学海洋学部
- 国立清水海上技術短期大学校

### 海水浴場
- 三保真崎海水浴場
- 三保内浜海水浴場
- 三保松原海岸（清水海岸）

### 公園・運動場
- 清水エスパルス三保グラウンド
- 清水エスパルス育成グラウンド
- 東海大松前球場
- 清水三保海浜公園
- 貝島スポーツ広場
- 清水三保貝島スポーツ広場野球場
- 三保ふれあい広場（旧三保駅）
- 旧東海大学第一高校グラウンド
- 折戸潮彩公園

### その他
- 東海大学海洋科学博物館
- 清水灯台
- 三保飛行場
- 三保生涯学習交流館

## 交通

### 道路
静岡県道199号三保駒越線が南北に通る。バスはしずてつジャストラインが運行している。

### 鉄道
かつて日本国有鉄道の清水港線が三保駅と清水駅を結んでいたが、1984年に廃線となっている。

### 船舶
富士山清水港クルーズ株式会社が、清水港水上バスを運航している。